# Room 205
Pour plus de détails, voir Fiche technique et Distribution.
Room 205 (Kollegiet, littéralement « Collège ») est un film d'horreur danois réalisé par Martin Barnewitz, sorti en 2007.

## Synopsis
Katrine vient de quitter son village de province pour s'inscrire à la fac à Copenhague. Elle trouve aussi un logement dans une résidence d'étudiants. Elle y croise alors des étudiants qui, pour l'effrayer, lui raconte l'histoire d'un fantôme qui hanterait la résidence. Ce mythe est peut-être plus réel qu'il n'y paraît…

## Fiche technique
Sauf indication contraire, les informations mentionnées dans cette section peuvent être confirmées par la base de données cinématographiques IMDb,  présente dans la section « Liens externes ».
- Titre original : Kollegiet
- Titre international et français : Room 205
- Réalisation : Martin Barnewitz
- Scénario : Jannik Tai Mosholt
- Musique : Tobias Hylander et Oivind Weingaarde
- Direction artistique : Stine Elmholt
- Photographie : Mikael Valentin
- Montage : Benjamin Binderup
- Production : Thomas Heinesen

Production déléguée : Kim Magnusson
- Société de production et distribution : Nordisk Film
- Pays d'origine :  Danemark
- Langue originale : danois
- Genre : Film d'horreur
- Durée : 91 minutes
- Dates de sortie :
  - Danemark : 10 août 2007
  - France : 12 février 2021 (Netflix)

## Distribution
- Neel Rønholt : Katrine
- Mikkel Arndt (da) : Rolf
- Julie Ølgaard (en) : Sanne
- Mira Wanting (en) : Lena
- Jon Lange (en) : Lukas
- Rikke Lylloff : Genfærdet
- Steen Stig Lommer (da) : le père de Katrine

## Production
Le tournage a lieu dans une maison de retraite désaffectée de Brønshøj dans le quartier de Brønshøj-Husum à Copenhague, pour servir de décors à la résidence d'étudiants.

## Distinctions
Sauf indication contraire, les informations mentionnées dans cette section peuvent être confirmées par la base de données cinématographiques IMDb,  présente dans la section « Liens externes ».
Nominations
- Académie du film danois 2008 : Robert des meilleurs effets visuels pour Morten Jacobsen, Thomas Foldberg et Michael Holm
- Saturn Awards 2009 : Meilleure collection DVD (au sein du coffret Ghost House Underground Eight Film Collection )